# Aymen Tahar
Aymen Tahar (in arabo أيمن طاهر‎?; Algeri, 2 ottobre 1989) è un ex calciatore algerino, di ruolo centrocampista.

## Caratteristiche tecniche
È un centrocampista centrale.

## Carriera

### Club
Cresciuto nelle giovanili dello Sheffield Utd, ha esordito il 26 febbraio 2009 in un match di FA Cup perso 2-1 contro l'Hull City.

## Statistiche

### Presenze e reti nei club
Statistiche aggiornate al 7 luglio 2017.
| Stagione                | Squadra                 | Campionato              | Campionato | Campionato | Coppe nazionali | Coppe nazionali | Coppe nazionali | Coppe continentali | Coppe continentali | Coppe continentali | Altre coppe | Altre coppe | Altre coppe | Totale | Totale | Totale |
| Stagione                | Squadra                 | Comp                    | Pres       | Reti       | Comp            | Pres            | Reti            | Comp               | Pres               | Reti               | Comp        | Pres        | Reti        | Pres   | Reti   |        |
| ----------------------- | ----------------------- | ----------------------- | ---------- | ---------- | --------------- | --------------- | --------------- | ------------------ | ------------------ | ------------------ | ----------- | ----------- | ----------- | ------ | ------ | ------ |
| 2008-2009               | Sheffield Utd           | FLC                     | 0          | 0          | FACup+CdL       | 1+0             | 0               |                    | -                  | -                  |             | -           | -           | 1      | 0      |        |
| 2009-2010               | Sheffield Utd           | FLC                     | 0          | 0          | FACup+CdL       | 0               | 0               |                    | -                  | -                  |             | -           | -           | 0      | 0      |        |
| gen.-giu. 2012          | Gaz Metan Mediaș        | L1                      | 10         | 0          | CR              | 1               | 0               |                    | -                  | -                  |             | -           | -           | 0      | 0      |        |
| 2012-2013               | Gaz Metan Mediaș        | L1                      | 19         | 0          | CR              | 0               | 0               |                    | -                  | -                  |             | -           | -           | 0      | 0      |        |
| 2013-2014               | Gaz Metan Mediaș        | L1                      | 33         | 2          | CR              | 1               | 0               |                    | -                  | -                  |             | -           | -           | 0      | 0      |        |
| 2014-2015               | Gaz Metan Mediaș        | L1                      | 30         | 3          | CR+CL           | 0+1             | 0               |                    | -                  | -                  |             | -           | -           | 0      | 0      |        |
| 2015-gen. 2016          | Steaua Bucarest         | L1                      | 15         | 1          | CR+CL           | 3+1             | 1+0             | UCL+UEL            | 3+1                | 0                  | SR          | 1           | 0           | 0      | 0      |        |
| gen.-giu. 2016          | Boavista                | PL                      | 11         | 0          | TP+TL           | 0               | 0               |                    | -                  | -                  |             | -           | -           | 0      | 0      |        |
| 2016-2017               | Sagan Tosu              | J1                      | 1          | 0          | CI+CJL          | 0               | 0               |                    | -                  | -                  |             | -           | -           | 0      | 0      |        |
| 2016-2017               | Gaz Metan Mediaș        | L1                      | 12         | 0          | CR+CL           | 0               | 0               |                    | -                  | -                  |             | -           | -           | 0      | 0      |        |
| Totale Gaz Metan Medias | Totale Gaz Metan Medias | Totale Gaz Metan Medias | 104        | 5          |                 | 3               | 0               |                    | -                  | -                  |             | -           | -           | 107    | 5      |        |
| Totale carriera         | Totale carriera         | Totale carriera         | 130        | 6          |                 | 8               | 1               |                    | 4                  | 0                  |             | 5           | 0           | 147    | 7      |        |